# The Crowded Room
The Crowded Room es una miniserie de televisión web estadounidense de thriller psicológico creada por Akiva Goldsman y desarrollada por Todd Graff para el servicio de streaming Apple TV+. La miniserie, protagonizada por Tom Holland y Amanda Seyfried, entre otros, fue estrenada el 9 de junio de 2023.

## Sinopsis
La serie sigue a Danny Sullivan (Tom Holland) después de que fuese arrestado por su participación en un tiroteo en la ciudad de Nueva York en 1979. Danny cuenta su historia a través de una serie de entrevistas de la investigadora Rya Goodwin (Amanda Seyfried), quién se interesó por el caso. Poco a poco, va revelando su misterioso pasado y contará qué fue lo que le llevó al fatídico incidente de verse involucrado con el suceso.

## Elenco y personajes

### Principal
- Tom Holland como Danny Sullivan.
- Amanda Seyfried como Rya Goodwin.
- Sasha Lane como Ariana.
- Will Chase como Marlin Reid.
- Lior Raz como Yitzak Safdie.
- Emmy Rossum como Candy Sullivan.

### Invitado
- Emma Laird como Annabelle.
- Thomas Sadoski como Matty Dunn.
- Levon Hawke como Jonny.
- Sam Vartholomeos como Mike.
- Christopher Abbott como Stan Camisa.
- Jason Isaacs como Jack Lamb.
- Zachary Golinger como Danny Sullivan (joven).
- Laila Robins como Susie.
- Henry Eikenberry como Doug.
- Henry Zagacomo Philip.

## Producción

### Desarrollo
En abril de 2021, Akiva Goldsman comenzó a escribir The Crowded Room, una serie de televisión de antología de 10 episodios con la primera temporada como la adaptación de la novela de no ficción de Daniel Keyes The Minds of Billy Milligan para Apple TV+. Goldsman también asumió la producción de la serie a través de su compañía Weed Road junto con Tom Holland, Alexandra Milchan a través de EMJAG Productions, y Arnon Milchan, Yariv Milchan y Michael Schaefer a través de Regency Enterprises. Más tarde se reveló que la primera temporada en realidad se basaba en la propia vida de Goldsman con la inspiración del libro de Keyes. Kornél Mundruczó fue contratado para dirigir la primera temporada y servir como productor ejecutivo junto a Suzanne Heathcote.

### Casting
En abril de 2021, Tom Holland fue elegido para el papel protagonista, Danny Sullivan (basado libremente en Billy Milligan). Se citó a Goldsman diciendo que Holland fue "la primera y única persona" a la que se auditó para interpretar a Danny. En febrero de 2022, se agregarían al elenco Amanda Seyfried, Emmy Rossum, Will Chase, Sasha Lane, Christopher Abbott y Emma Laird. En mayo, Jason Isaacs y Lior Raz se unieron al elenco.

### Rodaje
La fotografía principal de la serie comenzó el 31 de marzo de 2022 en la ciudad de Nueva York. Entre los lugares de rodaje dignos de mención se encuentran NBC Studios, ubicados en el histórico rascacielos 30 Rockefeller Plaza. La filmación terminó el 28 de septiembre de 2022.

## Episodios
| N.º | Título             | Dirigido por                | Escrito por                                            | Fecha de emisión original |
| --- | ------------------ | --------------------------- | ------------------------------------------------------ | ------------------------- |
| 1   | «Exodus»           | Kornél Mundruczó            | Akiva Goldsman                                         | 9 de junio de 2023        |
| 2   | «Sanctuary»        | Kornél Mundruczó            | Akiva Goldsman                                         | 9 de junio de 2023        |
| 3   | «Murder»           | Brady Corbet                | Akiva Goldsman                                         | 9 de junio de 2023        |
| 4   | «London»           | Brady Corbet                | Akiva Goldsman y Henrietta Ashworth y Jessica Ashworth | 16 de junio de 2023       |
| 5   | «Savior»           | Kornél Mundruczó            | Akiva Goldsman                                         | 23 de junio de 2023       |
| 6   | «Rya»              | Mona Fastvold               | Akiva Goldsman y Suzanne Heathcote                     | 30 de junio de 2023       |
| 7   | «The Crowded Room» | —                           | Akiva Goldsman y Suzanne Heathcote                     | 7 de julio de 2023        |
| 8   | «Reunion»          | Brady Corbet                | Akiva Goldsman, Todd Graff y Daniel Keyes              | 14 de julio de 2023       |
| 9   | «Family»           | Mona Fastvold y Alan Taylor | Akiva Goldsman, Todd Graff y Daniel Keyes              | 21 de julio de 2023       |
| 10  | «Judgment»         | Mona Fastvold               | Akiva Goldsman, Suzanne Heatcote y Gregory Lessans     | 28 de julio de 2023       |

## Recepción
El sitio web del agregador de reseñas Rotten Tomatoes informó un puntaje de aprobación del 33% con una calificación promedio de 4.9/10 basada en 42 reseñas. El consenso de los críticos del sitio web dice: "The Crowded Room está equipado con un talento innegable y se basa en una premisa prometedora, pero la historia funciona en círculos, lo que resulta en una experiencia agotadora y, a menudo, frustrante". Metacritic, que utiliza un promedio ponderado, asignó una puntuación de 47 sobre 100 basada en 23 críticos, lo que indica "críticas mixtas o promedio".